# Пихнешть
Пихнешть, Пихнешті (рум. Pâhnești) — село у повіті Васлуй в Румунії. Входить до складу комуни Арсура.
Село розташоване на відстані 301 км на північний схід від Бухареста, 28 км на північний схід від Васлуя, 54 км на південний схід від Ясс.

## Населення
За даними перепису населення 2002 року у селі проживали 540 осіб, усі — румуни. Усі жителі села рідною мовою назвали румунську.